# БМД-2
Бойова́ маши́на деса́нту БМД-2 — основна бойова машина повітрянодесантних та аеромобільних військ радянського виробництва. Гусенична, броньована, плавуча, авіатранспортабельна, десантується парашутним, парашутно-реактивним та посадковими способами.
У Збройних силах України перебуває на озброєнні 25-ї окремої повітрянодесантної бригади.

## Призначення
Призначена: для транспортування особового складу повітрянодесантних та аеромобільних військ, підвищення його мобільності, озброєності та захищеності на полі бою.
БМД-2 може десантуватися з літаків ВТА (військово-транспортної авіації) типу Ан-22, Ан-70, Ан-124, Іл-76.

### Історія створення та розвитку
Після введення радянських військ в Афганістан у грудні 1979 року фахівці повітрянодесантних військ СРСР негайно почали аналізувати досвід застосування техніки та озброєння повітрянодесантних військ у реальних бойових умовах. Експлуатація бойових машин десанту БМД-1 у підрозділах ПДВ, а також досвід їх бойового застосування в гірських районах Афганістану виявили низку серйозних недоліків:
- малу ефективну дальність стрільби 73-мм гармати;
- низьку точність стрільби (в особливості в русі);
- обмежений кут наведення гармати у вертикальній площині;
- слабке бронювання;
- незадовільну рухомість.

Деякі недоліки усувалися в процесі серійного виробництва БМД: зміни торкнулися ходової частини, корпусу, фільтровентиляційної установки. Проте предметом особливої уваги конструкторів стало озброєння машини. У зв'язку з цим у 1983 році конструкторським бюро Волгоградського тракторного заводу під керівництвом А. Шабалина були розпочаті роботи зі створення нового зразка бойової машини десанту з новим комплексом озброєння. У 1985 році нова бойова машина десанту «об'єкт 916» була прийнята на озброєння повітрянодесантних військ під назвою БМД-2 і запущена в серійне виробництво на Волгоградському тракторному заводі.

### Озброєння
Основною особливістю нової бойової машини десанту на відміну від БМД-1 став новий комплекс озброєння, який ідентичний комплексу озброєння бойової машини піхоти БМП-2: 30-мм автоматична гармата 2А42, 7,62-мм спарений кулемет ПКТ та пускова установка протитанкових керованих ракет 9М113 («Конкурс») або 9М111 («Фагот»). Крім цього, був залишений лише один (правий) 7,62-мм курсовий кулемет ПКТ.

Схема бойової машини десанту БМД-2

Засоби радіозв'язку та спеціальне обладнання БМД-2 успадкувала від БМД-1.
Для ефективного використання встановленого на бойовій машині десанту БМД-2 нового комплексу озброєння в башті для навідника-оператора змонтований вдосконалений комбінований приціл з денним і нічним каналами спостереження БПК-1-42, який з 1986 року змінювався на бойових машинах десанту БМД-2 на БПК-2-42. Гармата 2А42 має дальність ефективного вогню — від 2500 до 4000 м — і скорострільність до 550 пострілів на хвилину.
Спроможності боротьби з повітряними цілями розширені також шляхом включення до складу озброєння, що перевозиться в бойовому відділенні машини, зенітних ракетних комплексів «Стріла-2» або «Ігла».

## Технічні особливості

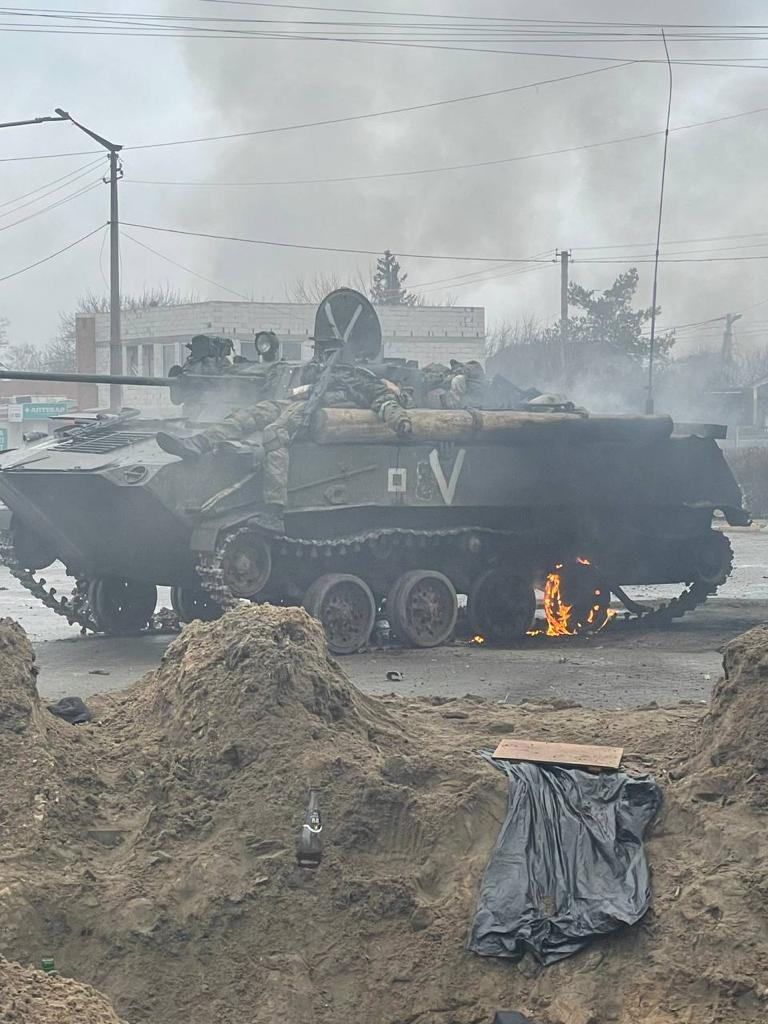
Підбита в ході боїв за Гостомель БМД-2 31-ї окремої десантно-штурмової бригади РФ під час російського вторгнення в Україну 2022 року

Найскладніші труднощі виникли через те, що змонтувати на БМД-2 стандартну двомісну башту з комплексом озброєння від бойової машини піхоти БМП-2 стало неможливим через малі розміри бойового відділення машини. Тому довелося розробити нову башту менших розмірів, в якій було обладнано місце тільки для навідника-оператора. Башта кругового обертання забезпечувала наведення озброєння у вертикальній площині в діапазоні кутів до +75°. Це дозволяло уражати не тільки наземні, але і малошвидкісні повітряні цілі. При цьому, завдяки наявності двоплощинного стабілізатора озброєння, ведення прицільної стрільби стало можливе і під час руху машини.
Модернізація практично не торкнулася броньованого корпусу, силової установки, трансмісії й ходової частини базової машини. Завдяки значному резерву потужності двигуна, БМД-2 з бойовою масою, що збільшилася до 8 т, має таку ж рухливість і прохідність, що й БМД-1. Як і її попередниця, вона здатна долати водні перешкоди уплав. Як і БМД-1, бойова машина десанту БМД-2 може транспортуватися повітрям у вантажних кабінах військово-транспортних літаків і вертольотів. Для десантування БМД-2 парашутним способом застосовуються парашутні платформи П-7 і П-16 з багатобаневими парашутними системами. Можуть використовуватися також спеціально розроблені парашутно-реактивні системи типу ПРСМ-925, які дозволяють десантувати БМД-2 з літака Іл-76 з висоти 500—1500 метрів.
Разом з лінійним зразком був створений і командирський варіант цієї машини — командирська машина БМД-2К. У цілому БМД-2 можна розглядати як глибоку модернізацію бойової машини десанту БМД-1, яка понад двоє десятиріч складала основу бронетанкового озброєння і техніки повітрянодесантних військ.

## Модифікації та модернізації
- БМД-2К («об'єкт 916К») прийнята на озброєння в 1986 р. Вона призначена для забезпечення надійності та оперативності управління підрозділами повітрянодесантних військ і діє як командно-штабна машина. На БМД-2К встановлені друга радіостанція Р-173; друга 3-метрова антена-штир; бензоелектричний агрегат АБ-0,5-П/30; гіронапівкомпас ГПК-59; опалювальний прилад середнього відділення та відділення управління; вентилятор опалювача; двоє знімних столиків. Замість гама-датчика ГД-1М встановлений прилад радіаційно-хімічної розвідки (РХР) ГО-27. На машині відсутня ПУ 9П135М. Екіпаж зменшено на одну людину. З метою розміщення в машині зарядного агрегату (по-похідному) знято середнє заднє сидіння стрільця.

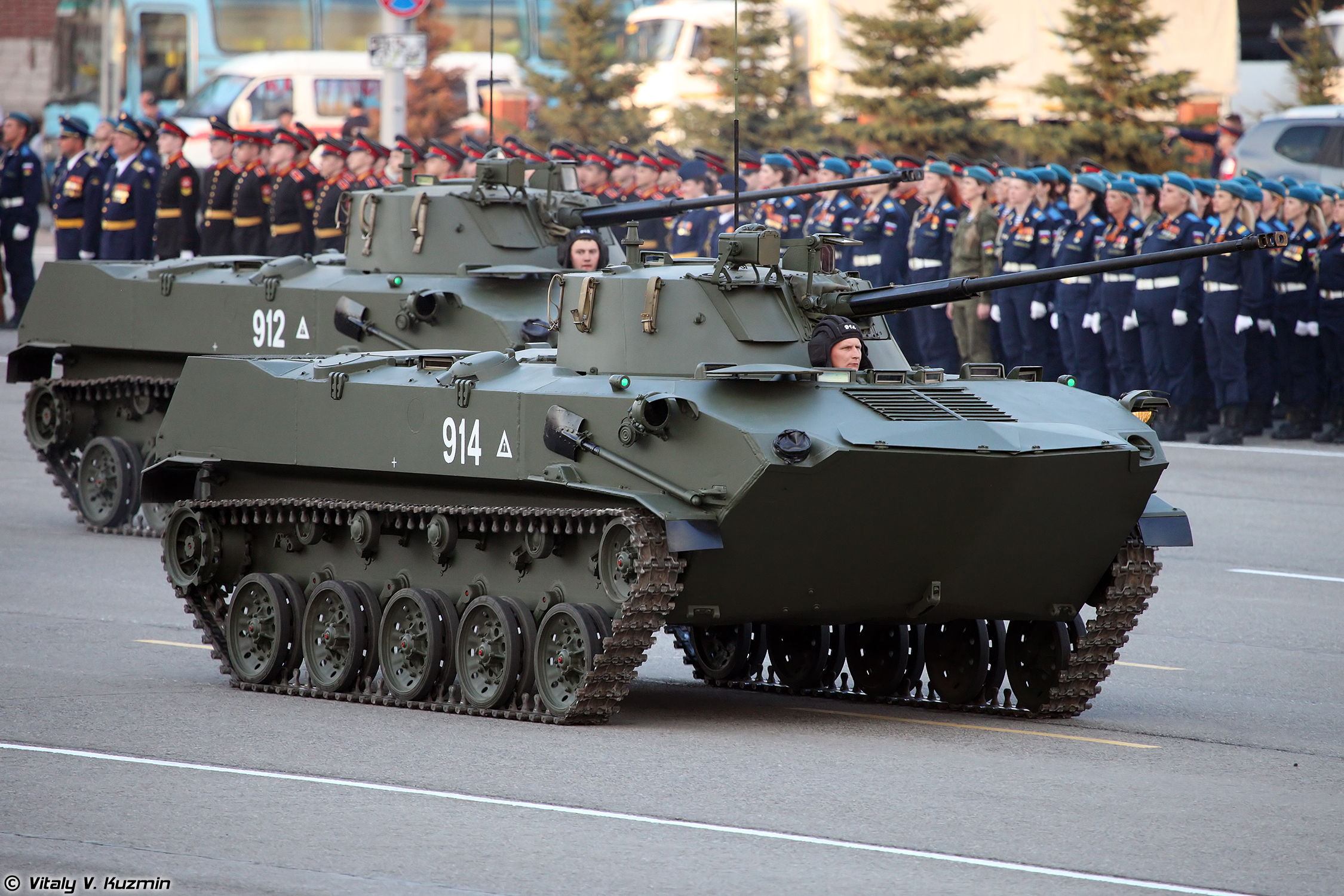
Російська БМД-2 модернізації 2012 року. Парад 2017 року.

- Російська модернізація БМД-2 2012 року — оновлена версія БМД.[1] Виготовлялася на Волгоградському тракторному заводі[2] шляхом перероблення застарілих БМД-1[3] — бойова машина отримувала башту з 30-мм гарматою як у БМД-2, встановлена також рація Р-168-25У-2, стабілізатор гармати 2Е36-6 та лазерний прожектор ПЛ-1.[1][4] На 2014 рік Міноборони РФ планувало модернізувати 200 одиниць.[5] Станом на червень 2014, за звітом МО РФ, 60 одиниць було передано до Псковських і Камишинських підрозділів.[6] Вдосконалені БМД-2 цієї моделі вже у липні 2014 року почали поставляти проросійським угрупованням на Донбасі, а у серпні 2014 року у бою під Георгіївкою українські сили захопили трофеєм модернізовану БМД-2 (б/н 284).
- В листопаді 2022 року в складі ДШВ було помічено специфічну модифікацію БРМ-1К, з установленою баштою від БМД-2. Повідомляється, що це дає можливість посилити озброєння машини за рахунок башт зношених БМД-2[7].

## Оператори

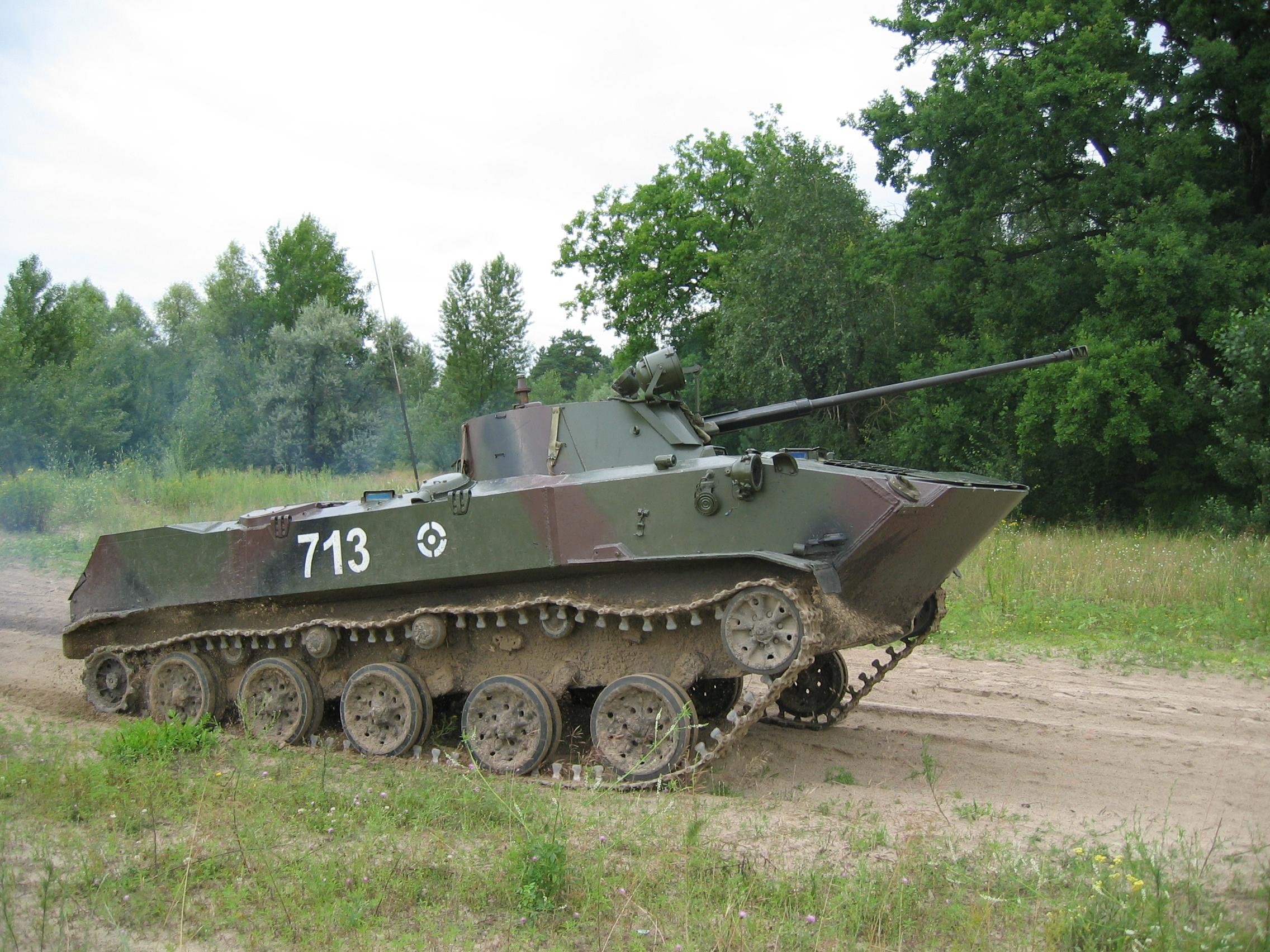
Бойова машина десанту БМД-2 25-ї повітрянодесантної бригади ЗСУ на заняттях. 2007 рік.

- Росія — 500 одиниць БМД-2 на озброєнні, станом на 2024 рік[8]. До 1600 одиниць БМД-2 та їх модифікацій перебувало на озброєнні у 2009 році[9].
- Узбекистан — 9 одиниць БМД-2 на озброєнні, станом на 2024 рік[10].
- Україна — невідома кількість БМД-2 на озброєнні, станом на 2024 рік[11].

## Відео
- БМД-2